# Robinah Nabbanja

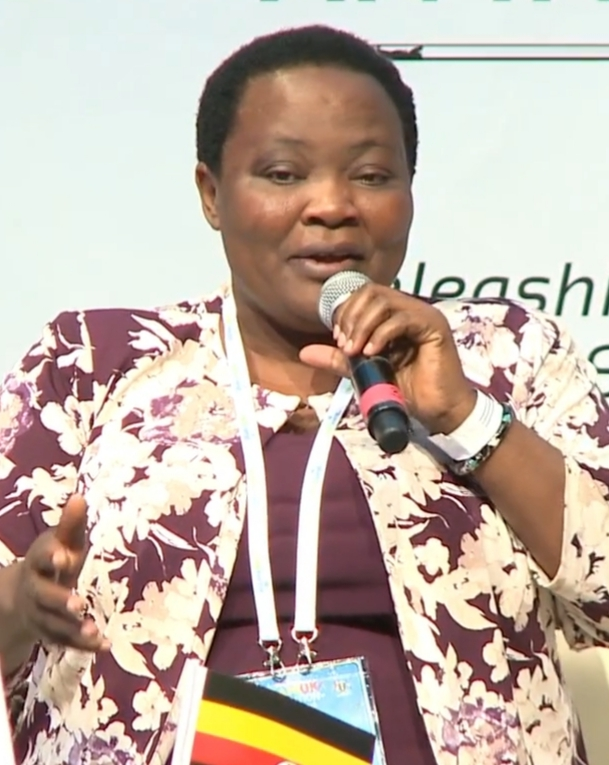
Robinah Nabbanja (2018)

Robinah Nabbanja (anhörenⓘ * 17. Dezember 1969 im Distrikt Kakumiro) ist eine ugandische Pädagogin und Politikerin, die am 8. Juni 2021 zur Premierministerin von Uganda ernannt wurde. Sie wurde am 21. Juni 2021 vom Parlament formell bestätigt. Sie ist Mitglied des National Resistance Movement, der Regierungspartei.

## Laufbahn
Nabbanja studierte an der Uganda Martyrs University, wo sie einen Bachelor in Demokratie- und Entwicklungsstudien und einen Master in Demokratiestudien erhielt. Von 1993 bis 1996 arbeitete Nabbanja  als Lehrerin an einer Grundschule. Anschließend war sie von 1998 bis 2001 Bezirksrätin für den Unterbezirk Nkooko im damaligen Distrikt Kibaale. In den folgenden zehn Jahren (2001–2010) war sie als Resident District Commissioner in den Distrikten Pallisa, Busia und Budaka tätig. Im Jahr 2011 trat sie in die ugandische Politik ein, indem sie erfolgreich für den für Frauen reservierten Parlamentssitz des Distrikts Kibaale im neunten Parlament (2011–2016) kandidierte. Als 2016 der Distrikt Kakumiro geschaffen wurde, kandidierte sie für den Frauenwahlkreis in diesem neuen Distrikt und gewann erneut.  
Bei der Kabinettsumbildung am 14. Dezember 2019 wurde Nabbanja zur Staatsministerin für Gesundheit ernannt und löste damit Sarah Achieng Opendi ab, die zur Staatsministerin für Bodenschätze ernannt wurde. Nach der Zustimmung des Parlaments wurde sie am 13. Januar 2020 im Amt vereidigt. In dem neuen Kabinett, das am 8. Juni 2021 ernannt wurde, wurde Nabbanja zur Premierministerin ernannt.